# Dreisesselberg (Lattengebergte)
De Dreisesselberg is een berg in het Berchtesgadener Land in de deelstaat Beieren, Duitsland. De berg heeft een hoogte van 1664 meter.
De Dreisesselberg is onderdeel van het Lattengebergte, dat weer deel uitmaakt van de Berchtesgadener Alpen.